# Abraq Kheetan
Abraq Kheetan je kuvajtské město, nacházející se 3 míle od Mezinárodního letiště v Kuvajtu. V roce 1975 mělo město necelých 60 000 obyvatel. Město do roku 1990 početně vzkvétalo, ale pak vypukla Válka v Zálivu. Dnes zde žije asi 58 000 obyvatel. Město je významné hlavně zemědělstvím. 